# Darrang
Darrang är ett distrikt i den indiska delstaten Assam. Huvudort är Mangaldoi.